# Bank Austria-TennisTrophy 2008
Bank Austria-TennisTrophy 2008 — тенісний турнір, що проходив на кортах з твердим покриттям у місті Відень, Австрія з 6 жовтня . Належав до категорії International Series Gold, був турніром серії Vienna Open 2008 року.

## Фінальна частина

### Одиночний розряд
Філіпп Пецшнер —  Гаель Монфіс 6–4, 6–4

### Парний розряд
Максим Мирний /  Енді Рам —  Філіпп Пецшнер /  Александер Пея 6–1, 7–5